# Sockenman
Sockenman är en äldre benämning på en person som har rösträtt på sockenstämman. Under äldre tid var det fullvärdigt besuttna bönder - alltså skatte-, frälse- och kronobönder - som hade tillträde till sockenstämman, det vill säga de som betalade årliga räntan. På 1800-talet ändrades regelverket och betald mantalsränta blev istället utgångspunkten för vem som var fullvärdig sockenman.
Begreppet försvann med införandet av 1862 års kommunalförordningar.